# 西ベルリン

西ベルリン
West-Berlin

ベルリンの占領区分

西ベルリン（にしベルリン、ドイツ語: West-Berlin, 英語: West Berlin, フランス語: Berlin-Ouest）は、第二次世界大戦終戦後1949年から1990年まで、アメリカ・イギリス・フランスが占領したベルリン西部の地域。周囲をドイツ民主共和国（以下：東ドイツ）の領土（ソ連が占領し、後に東ドイツの首都となった東ベルリンも含む）に囲まれていた。
このことから、西側自由主義陣営からは「自由(西側)のショーケース(a showcase of the liberty(West)」「共産主義の海に浮かぶ自由の島(an island of freedom in a Communist sea)」などと評された。
日本語では共産主義諸国のシンボルカラーが「赤」であることを婉曲表現し、詩的に「赤い海に浮かぶ自由の島」と評された。

## 概要
西ベルリンでは、外交と通貨行政をドイツ連邦共和国（以下：西ドイツ）政府が代行するという協定を結んでいたため、西ドイツの通貨（ドイツマルク）が用いられ、西ドイツ国籍の人が多く居住し、担当する市長や市議会議員も西ドイツの政党に所属していたことから、実質的には西ドイツの飛び地であった。とはいえ、米英仏の旧連合国による占領地域であり、あくまでも公式には西ドイツ領ではなく、西ドイツと西ベルリンでは以下のような違いがあった。
- 西ベルリンからは西ドイツの連邦議会の議員を人口に応じて選出しており、議会での発言権および委員会の投票権を有していたが、首相任命権・予算審議権など連邦に関する議案の投票権は与えられていなかった。
- 西ベルリン住民の身分証明書及び旅券は西ドイツのものとデザインは類似していたが、西ドイツの国名や国章がない点で異なっていただけでなく、発行はベルリン市であり、国籍は西ベルリン市民と表記されていた。
- 西ベルリンはアメリカ・イギリス・フランスが共同で統治する地域であるとベルリン協定で決められていたため、西ドイツで施行されていた徴兵制が適用されず、人口減少に伴い補助金が出ることもあって、徴兵を嫌った西ドイツの若者の中には西ベルリンへ移住する者もいた。
- 西ベルリンを出入りする航空機の乗り入れは、占領国の航空会社であるイギリスのダンエアー（後にブリティッシュ・エアウェイズに吸収）、アメリカのパンアメリカン航空とフランスのエールフランスに限られ、西ドイツのフラッグキャリアであるルフトハンザドイツ航空は乗り入れていなかった。
- 西ベルリンにソ連の統治は及んでいなかったものの、協定によりシュパンダウ刑務所の警備を4か月に1度担当しており[注釈 1]、またソビエト戦争記念碑（英語版）[注釈 2]の警備駐屯権を有していた。この協定はドイツ最終規定条約が調印された1990年9月12日に終了した。

## 略史

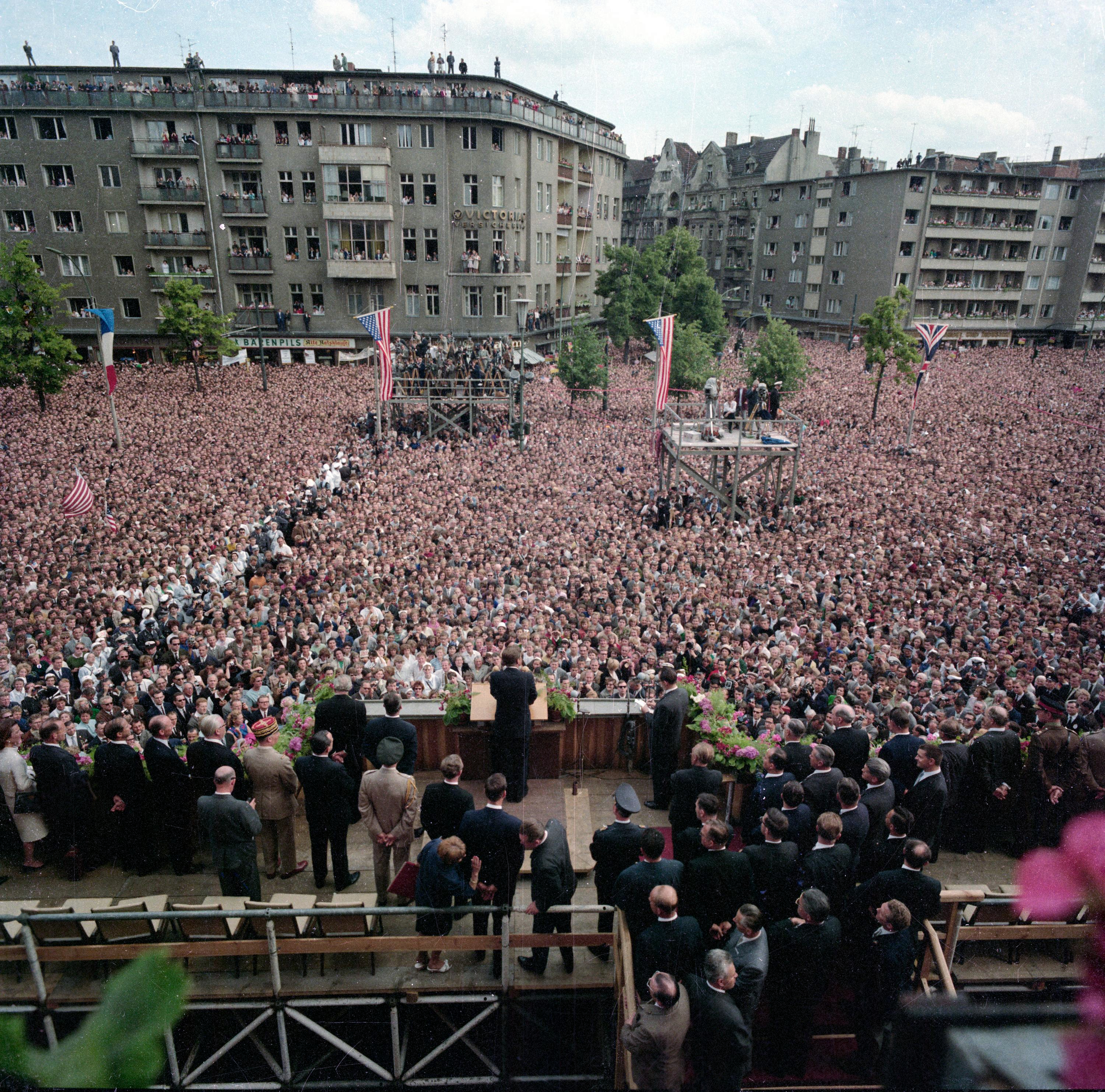
1963年のケネディの演説

- 1948年6月24日 - ソ連によって西ベルリンへ向かう全ての道路・鉄道が封鎖される（ベルリン封鎖）。西側諸国は多数の輸送機で物資を空輸する「ベルリン大空輸」で対抗。
- 1948年11月30日 - 従来のベルリン市とは別にソビエト連邦占領区域でベルリン市政府が発足し、ベルリン市が分断される（東西ベルリンの成立）。
- 1949年5月12日 - 封鎖が解除される。
- 1961年8月13日 - 東ドイツ政府は、有刺鉄線と警備兵を用いて、西ベルリンを東ドイツから物理的に一斉に遮断（ベルリンの壁建設の始まり）。
- 1963年6月26日 - 訪問したケネディ米国大統領が、公開演説で「Ich bin ein Berliner（I am a Berliner, 私はベルリン市民だ）」という有名なセリフを残す[注釈 3]。
- 1971年 - 米・英・仏・ソ4か国による新しいベルリン協定により、ベルリンは4か国が占領する共同管理地であると確認する。
- 1972年 - 東西ドイツ政府間で結ばれた両ドイツ基本条約により、お互いを国と認め経済援助等を行うことで自由往来が認められた。これにより西ドイツ国民は西ドイツ政府による通行料と道路保守費の支払いにより東ドイツ内3本のアウトバーン24時間以内通行権を獲得し、東ドイツ国鉄による西ベルリンへの鉄道が開通。鉄道利用者の通過査証代は西ドイツ政府が負担した。また、東ドイツ内の電話交換機を西ドイツ政府が無償提供することにより、東西ドイツ間の通信が行われた。
- 1974年 - 男子サッカーの世界選手権、1974 FIFAワールドカップが西ドイツ国内で開催。西ベルリンのベルリン・オリンピアシュタディオンを開催地の一つに加えた西ドイツ側に対し、西ドイツと西ベルリンの一体化を拒否する東ドイツ側は抗議したが、結局は押し切られ、かつ抽選の結果で東ドイツ代表も同スタジアムで試合を行うことになった。
  - 6月14日 - 同大会の開幕戦として、西ドイツ対チリが開催。
  - 6月18日 - チリ対東ドイツが開催。東ドイツ代表が西ベルリンで試合を行った史上唯一の例となった。
- 1987年6月12日 - 訪問したレーガン米国大統領が、ブランデンブルク門前の演説でソ連に向けて「この壁を壊しなさい!」と発言。
- 1989年11月9日 - ベルリンの壁崩壊。
- 1990年9月12日 - ドイツ最終規定条約調印。米・英・仏による西ベルリンの占領が解除され、西ベルリンは「ドイツ連邦共和国のベルリン市」になる。
- 1990年10月3日 - 東西ドイツ統一によって、東ベルリンがベルリン市に編入され東西ベルリンが統一した。
- 1991年1月24日 - 東西ベルリンの市長が辞任し、新ベルリン市長に元西ベルリン市長のヴァルター・モンパーが就任する。

## 行政区

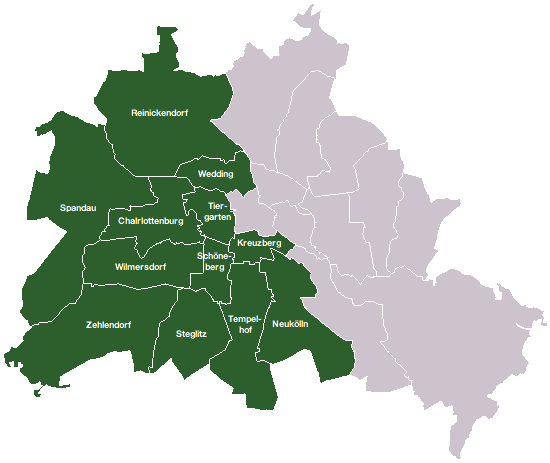
西ベルリンの行政区

西ベルリンは、以下の行政区によって構成されていた。戦前の都心に当たる部分は東ベルリンに取られていたため、西ベルリンは戦前の新興繁華街や郊外を基盤に開発された。
- アメリカの占領地域
  - ノイケルン (Neukölln)
  - クロイツベルク (Kreuzberg)
  - シェーネベルク (Schöneberg)
  - シュテーグリッツ (Steglitz)
  - テンペルホーフ (Tempelhof)
  - ツェーレンドルフ (Zehlendorf)
- イギリスの占領地域
  - シャルロッテンブルク（ドイツ語版） (Charlottenburg)
  - ティーアガルテン (Tiergarten)
  - ヴィルマースドルフ (Wilmersdorf)
  - シュパンダウ (Spandau)
- フランスの占領地域
  - ライニッケンドルフ (Reinickendorf)
  - ヴェディング (Wedding)

## 歴代市長
- エルンスト・ロイター（ドイツ社会民主党 (SPD), 1948年 – 1953年)
- ヴァルター・シュライバー（キリスト教民主同盟 (CDU), 1953年 – 1955年)
- オットー・ズール（SPD, 1955年 - 1957年）
- ヴィリー・ブラント（SPD, 1957年 - 1966年） - 後の連邦首相
- ハインリヒ・アルベルツ（SPD, 1966年 - 1967年）
- クラウス・シュッツ（SPD, 1967年 - 1977年）
- ディートリヒ・シュトッベ（SPD, 1977年 - 1981年）
- ハンス＝ヨッヘン・フォーゲル（SPD, 1981年）
- リヒャルト・フォン・ヴァイツゼッカー（CDU, 1981年 - 1984年) - 後の連邦大統領
- エーベルハルト・ディープゲン（CDU, 1984年 - 1989年）
- ヴァルター・モンパー（SPD, 1989年 - 1990年　統一が成ったため引き続き1991年までベルリン市長となる）

## 西ベルリンの商業地区
- クアフュルステンダム通り

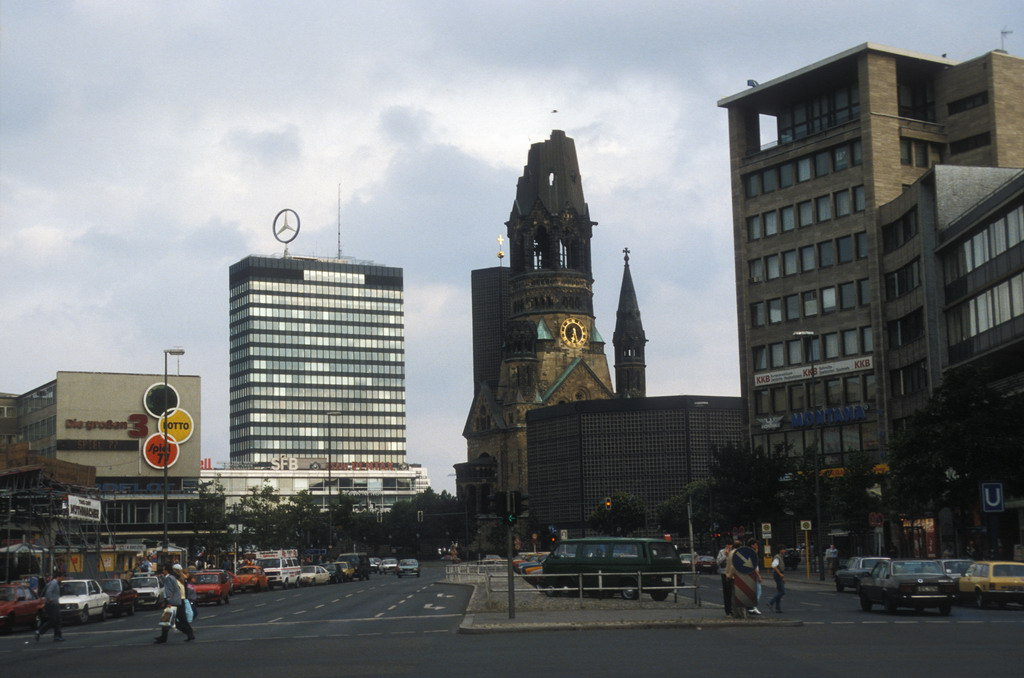
カイザーヴィルヘルム記念教会とヨーロッパセンター、1985年

動物園駅から伸びるクーアフュルステンダム通り、通称“クーダム”が西ベルリンにおける商業の中心地となっている。動物園駅から、かつて旧西ドイツ随一の近代的ショッピングセンターとして名を馳せ、現在は建物の老朽化と非欧州的な入居テナント（インドなど南アジア雑貨店、他、東アジア雑貨店）や安物アクセサリー店などが目立つヨーロッパセンター（メルセデス・ベンツのスリーポインテッド・スターを屋上に掲げている）と、第二次世界大戦中に爆撃され半壊した尖塔を持つカイザー・ヴィルヘルム記念教会が正面に見える。

## 西ドイツとの交通

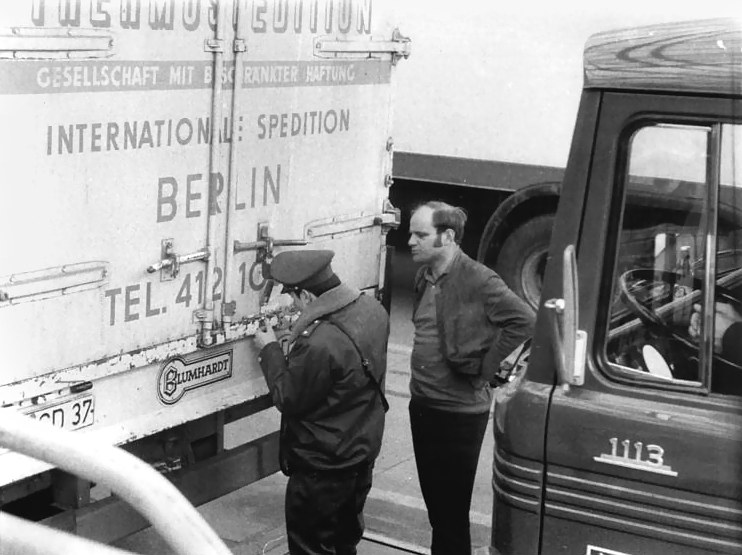
東ドイツ領内を通過する西側の貨物自動車の荷室には鉛封印が課された（1972年）

東西ドイツ間の協定により、西ドイツ国内との交通路として下記の使用が合意された。なお上記のように、ベルリン封鎖の際には空路以外の全てがソ連と東ドイツによって閉鎖された。
- 道路：高速道路4本
- 鉄道路線：4本
- 海路：エルベ川の専用運航帯と運河1本
- 空路：幅30キロの航空路3本。なお上記のように、西ドイツの航空会社の西ベルリンへの乗り入れは禁止された。

## 東西ベルリン間の交通
- チェックポイント・チャーリー

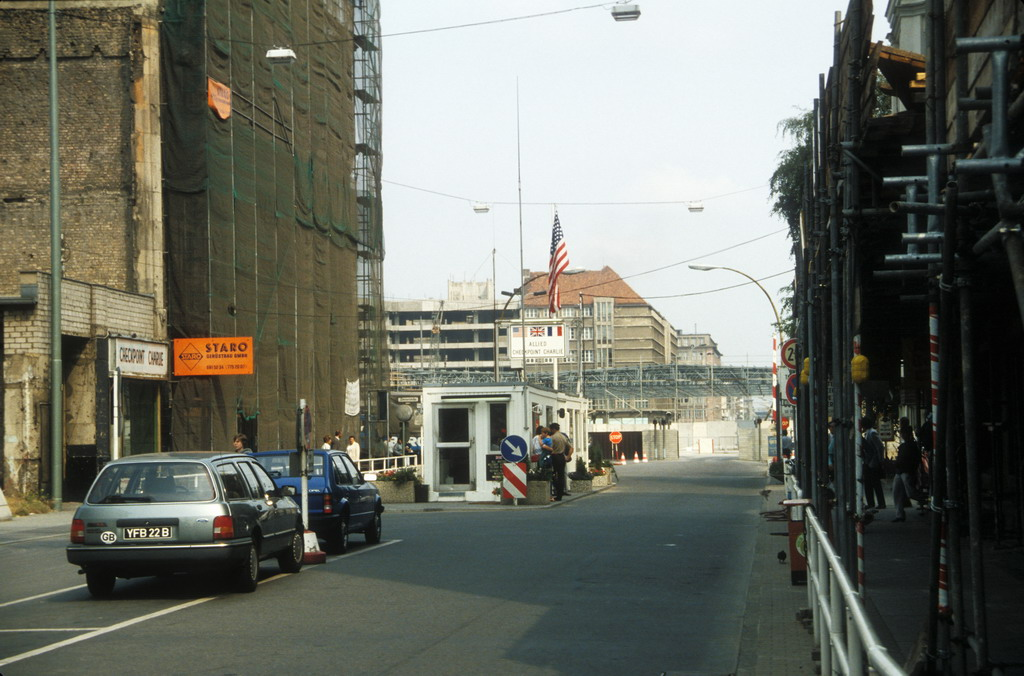
東西ベルリンの国境チェックポイント・チャーリー1985年

  - 外国人旅行者、外交官、西側軍関係者が西ベルリンと東ベルリンを往来する唯一のルートであった[4]。
  - この検問所は、フリードリヒ通りとツィマー通りの交差点にあり、そこはアメリカ統治地区とソ連統治地区の境界上であった。
  - 西ベルリンから東ベルリンへ行くには西ドイツを出国し、東ドイツに入国する必要があった。ビザは24時間ビザが国境で取得できたが、強制両替[注釈 4]と引き換えだった。この24時間ビザは25西ドイツマルクを東ドイツマルク（公式レートは1:1）へ交換する条件付であったが、両替さえすればビザが取得できた[5]。
  - 「チェックポイント・チャーリー」という名称は西側連合国による呼称で、NATOフォネティックコードの「C」に当てられる "Charlie" から取られたものであり、「C検問所」という意味が一般呼称化したものであり、特定の人名・固有名詞に由来するものではない[6]。
  - 東西ドイツ統合に伴い、1990年6月22日にチェックポイント・チャーリーは廃止された。

## ギャラリー

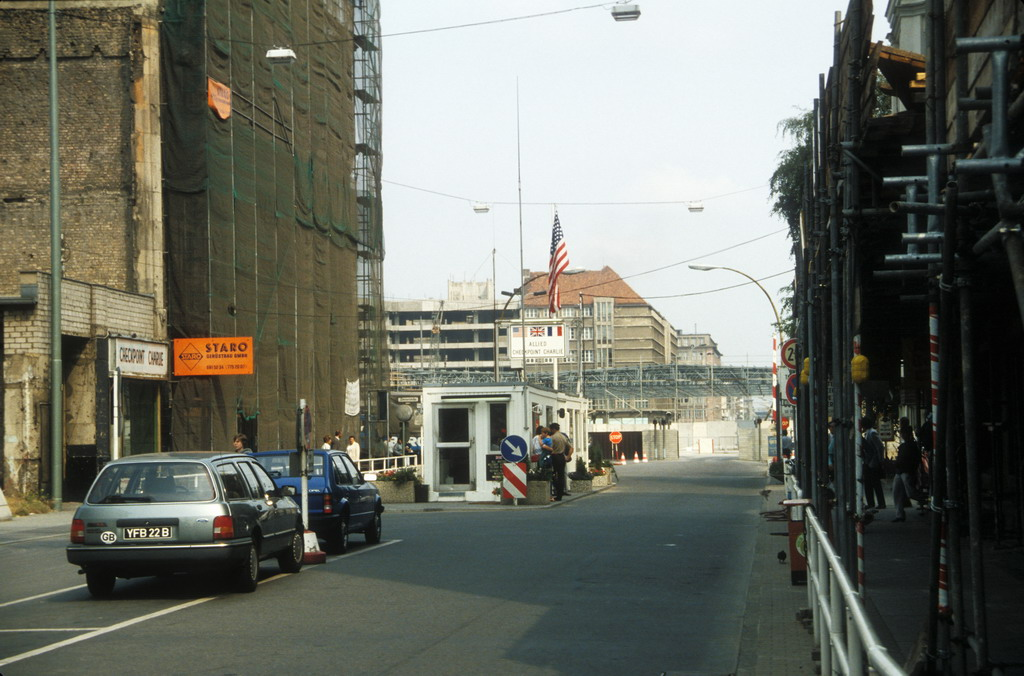
東西ベルリンの国境チェックポイント・チャーリー、西ベルリン側から（1985年8月）
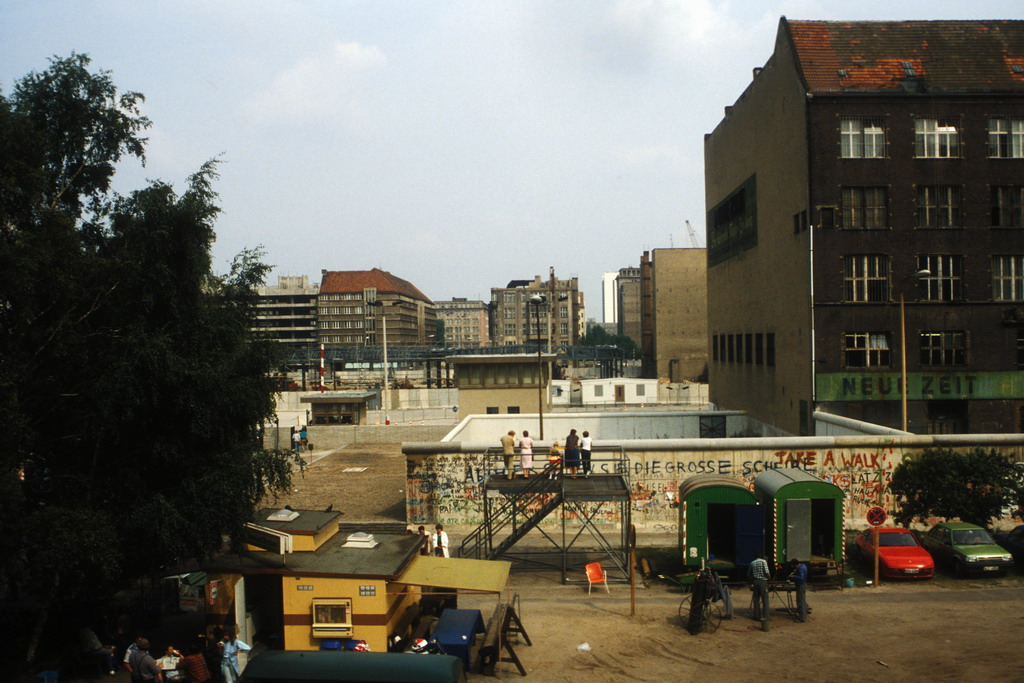
東西ベルリンの国境チェックポイント・チャーリーを望む、西ベルリン側から（1985年8月）
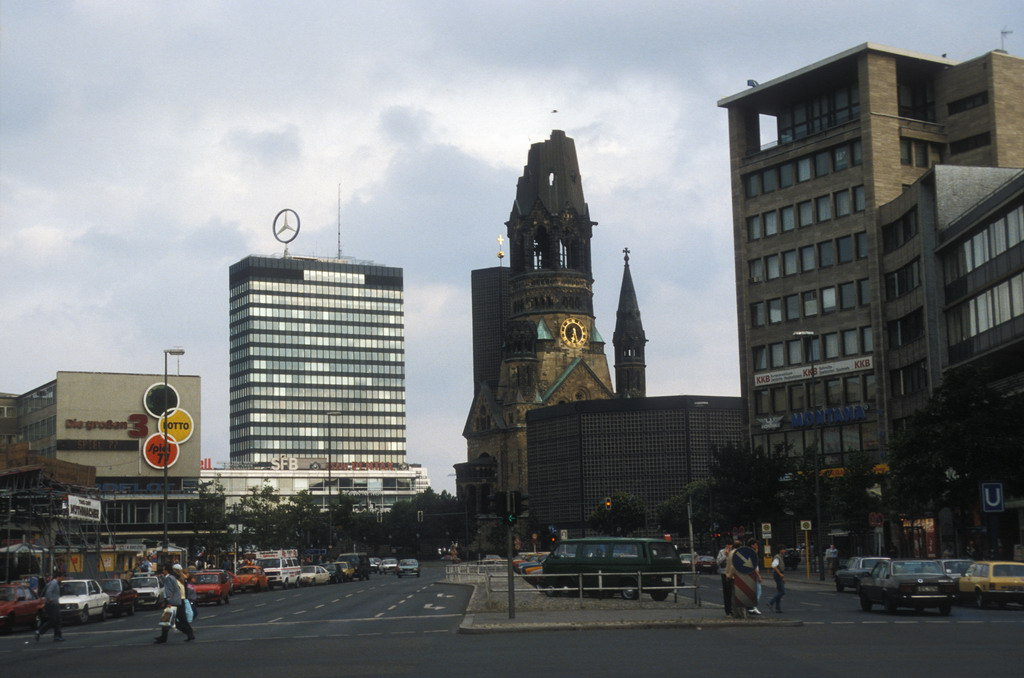
カイザー・ヴィルヘルム記念教会とオイローパセンター（ヨーロッパセンター）（1985年8月）
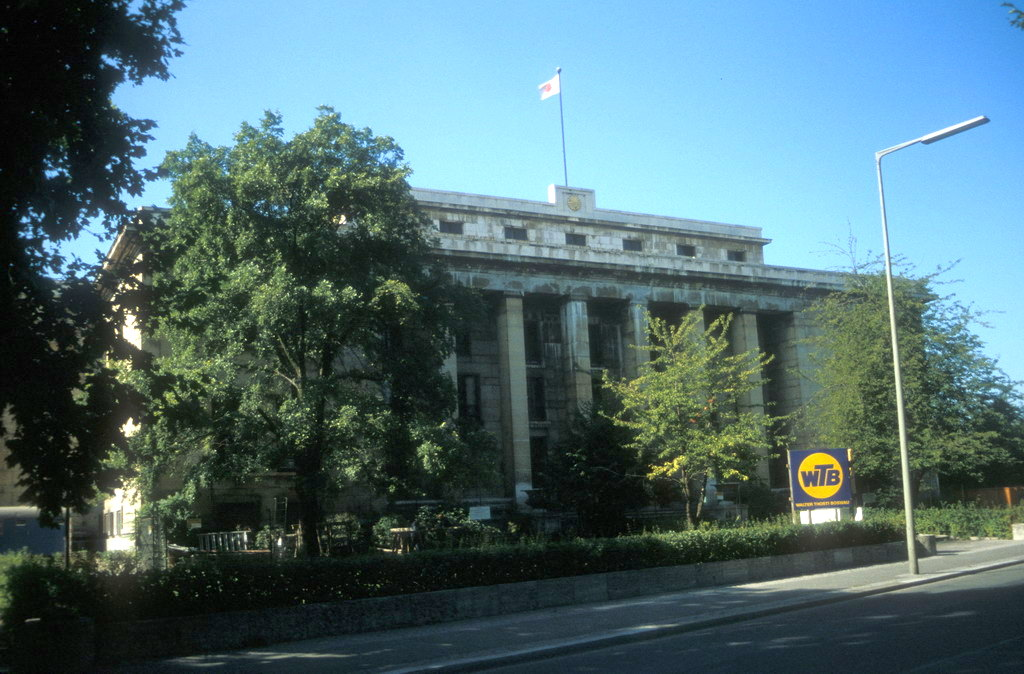
旧駐ドイツ大日本帝国大使館（1985年8月）、現在の駐独日本国大使館
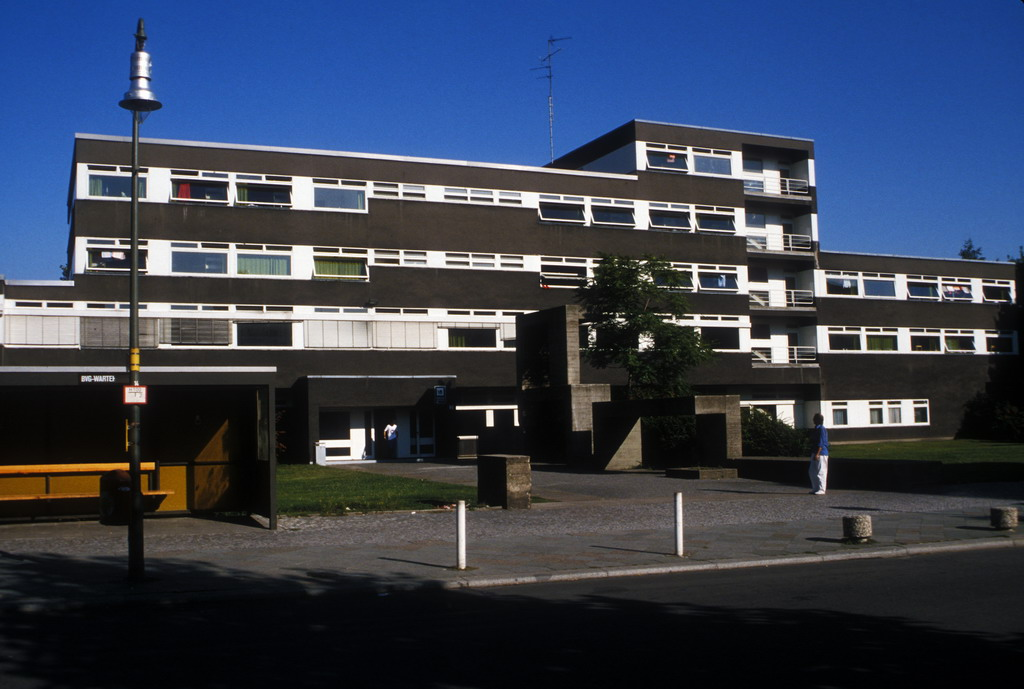
西ベルリンのユースホステル（1985年8月）
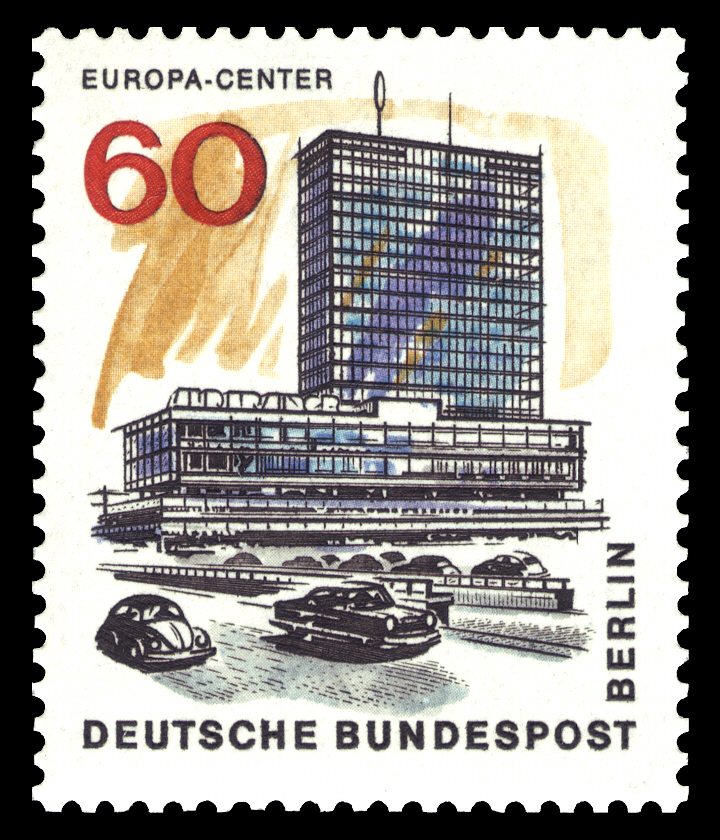
記念切手「ニュー・ベルリン」シリーズ「オイローパセンター（ヨーロッパセンター）」（2008年12月）
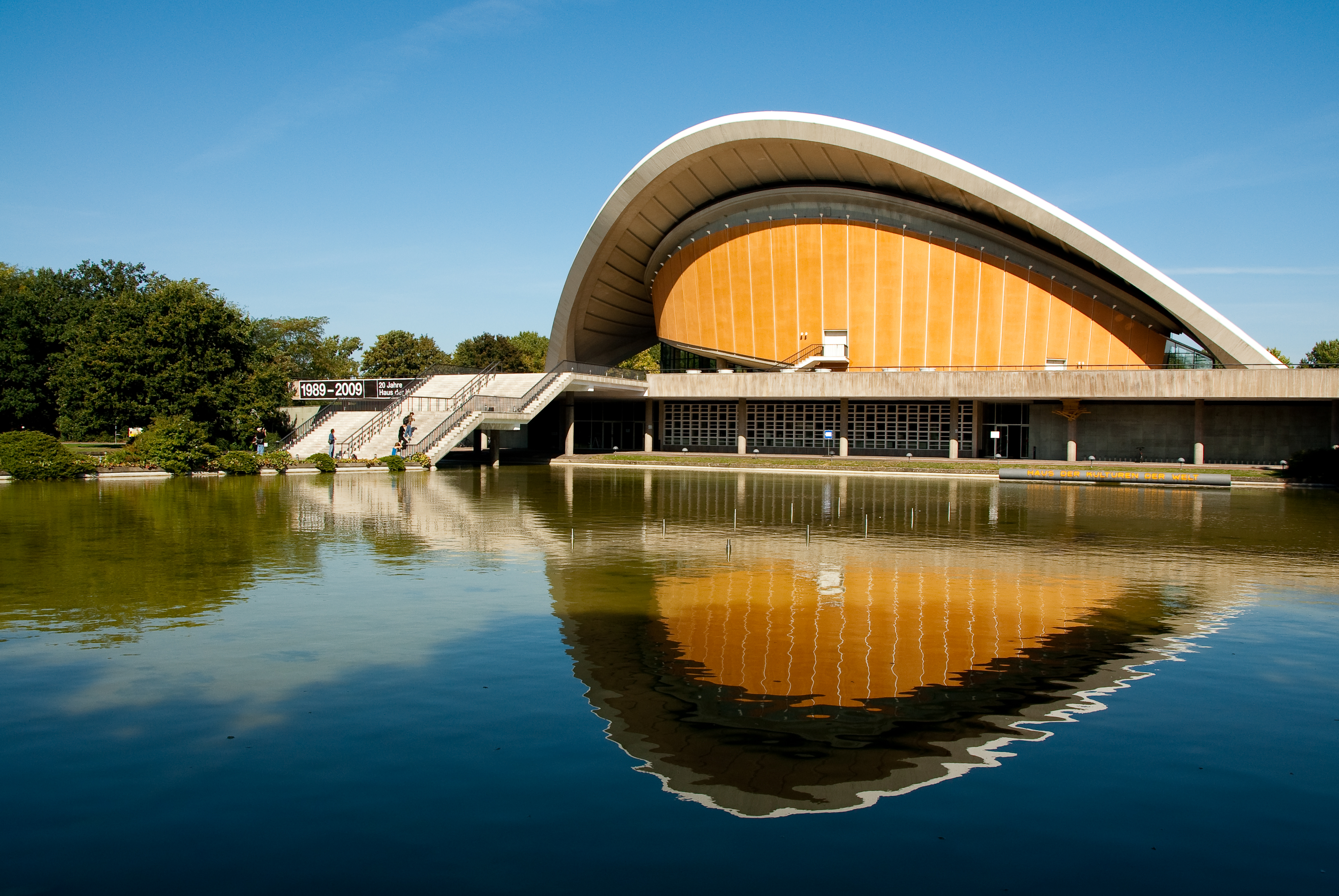
世界文化の家（Haus der Kulturen der Welt, 略称：HKW）、旧名称：ベルリン・コングレス・ハレ、建築デザイン：ヒュー・スタビンス（2009年9月）
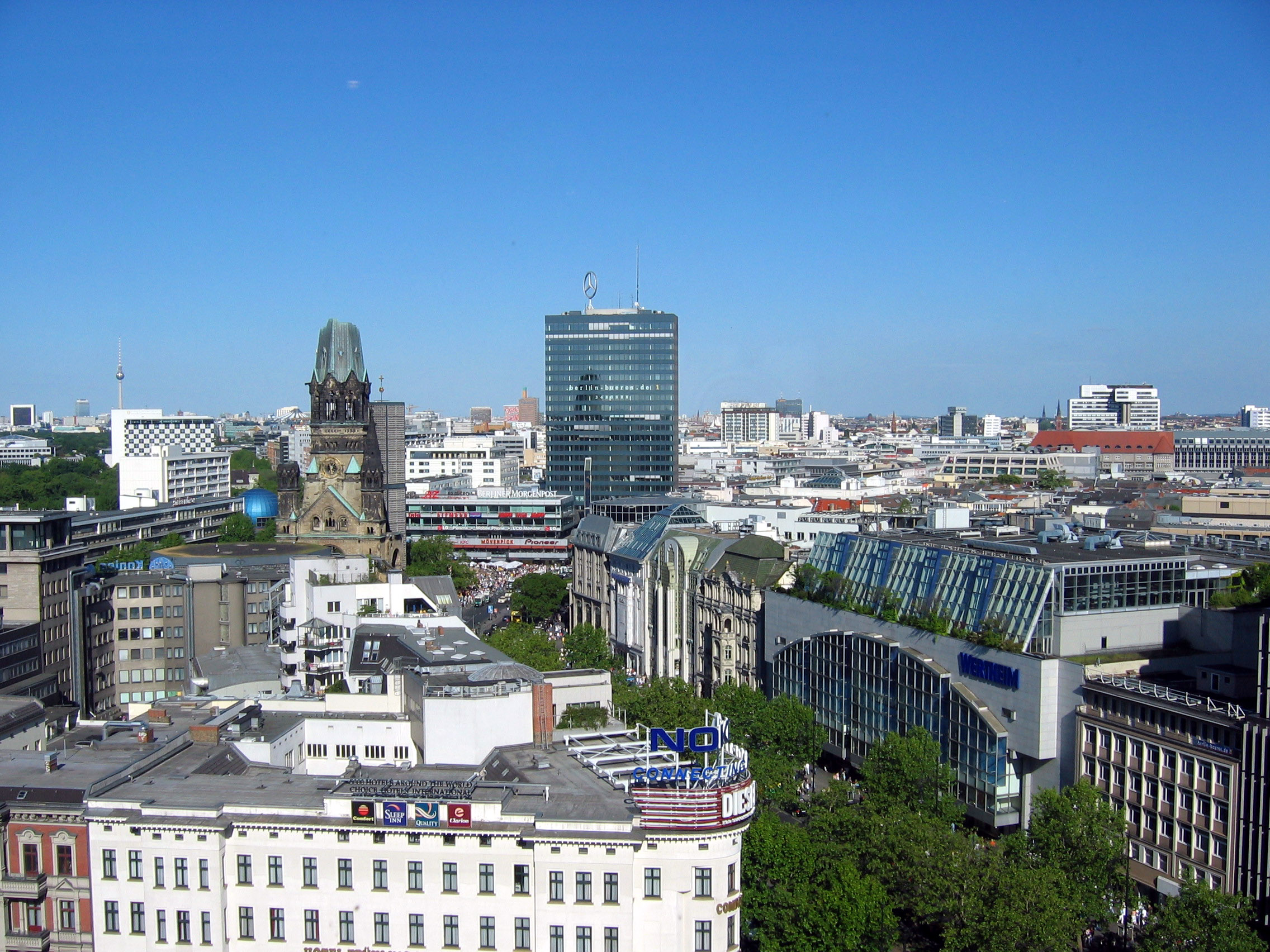
クーダム通り（2003年）
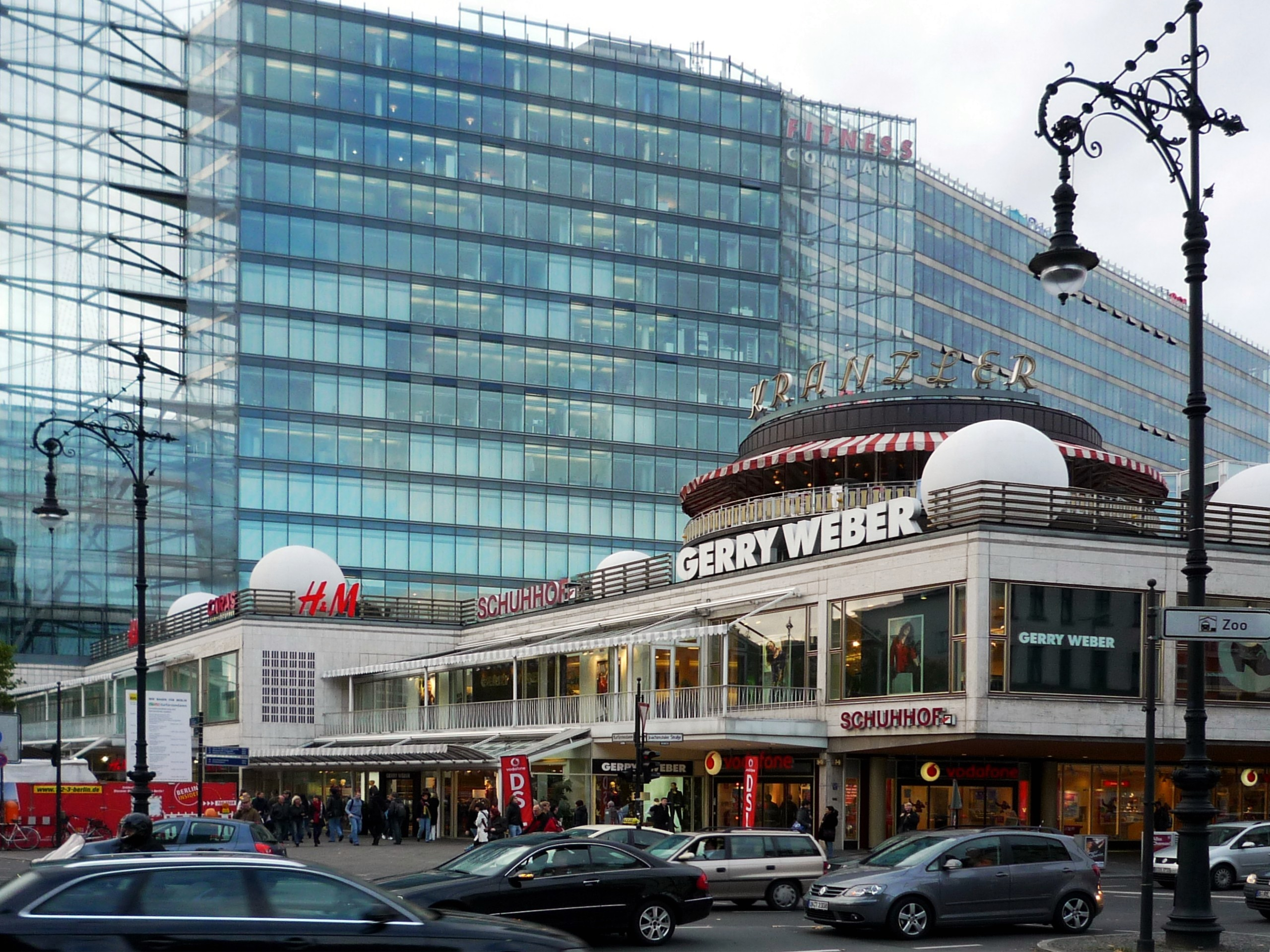
カフェ・クランツラー（2009年11月27日）
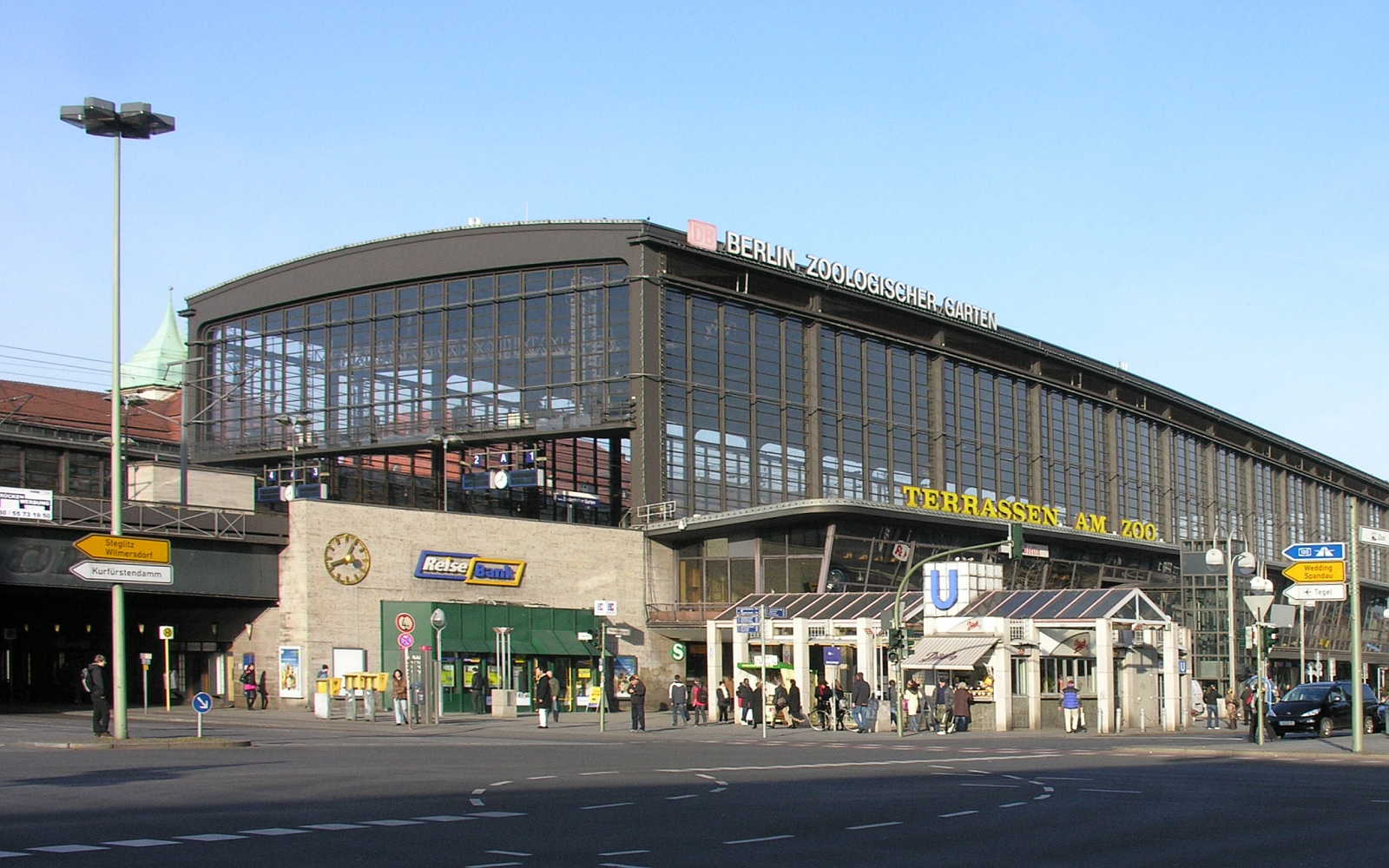
ベルリン動物園駅（2009年1月4日）
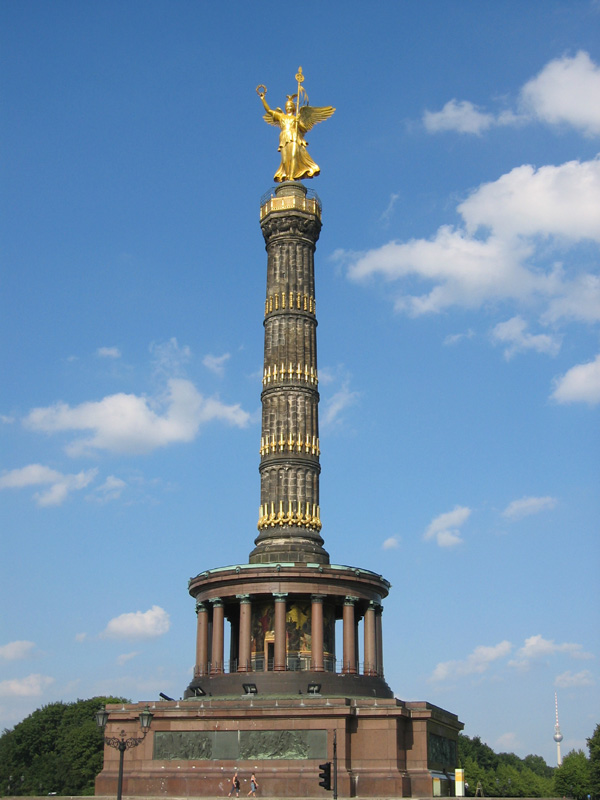
戦勝記念塔（2005年3月30日）
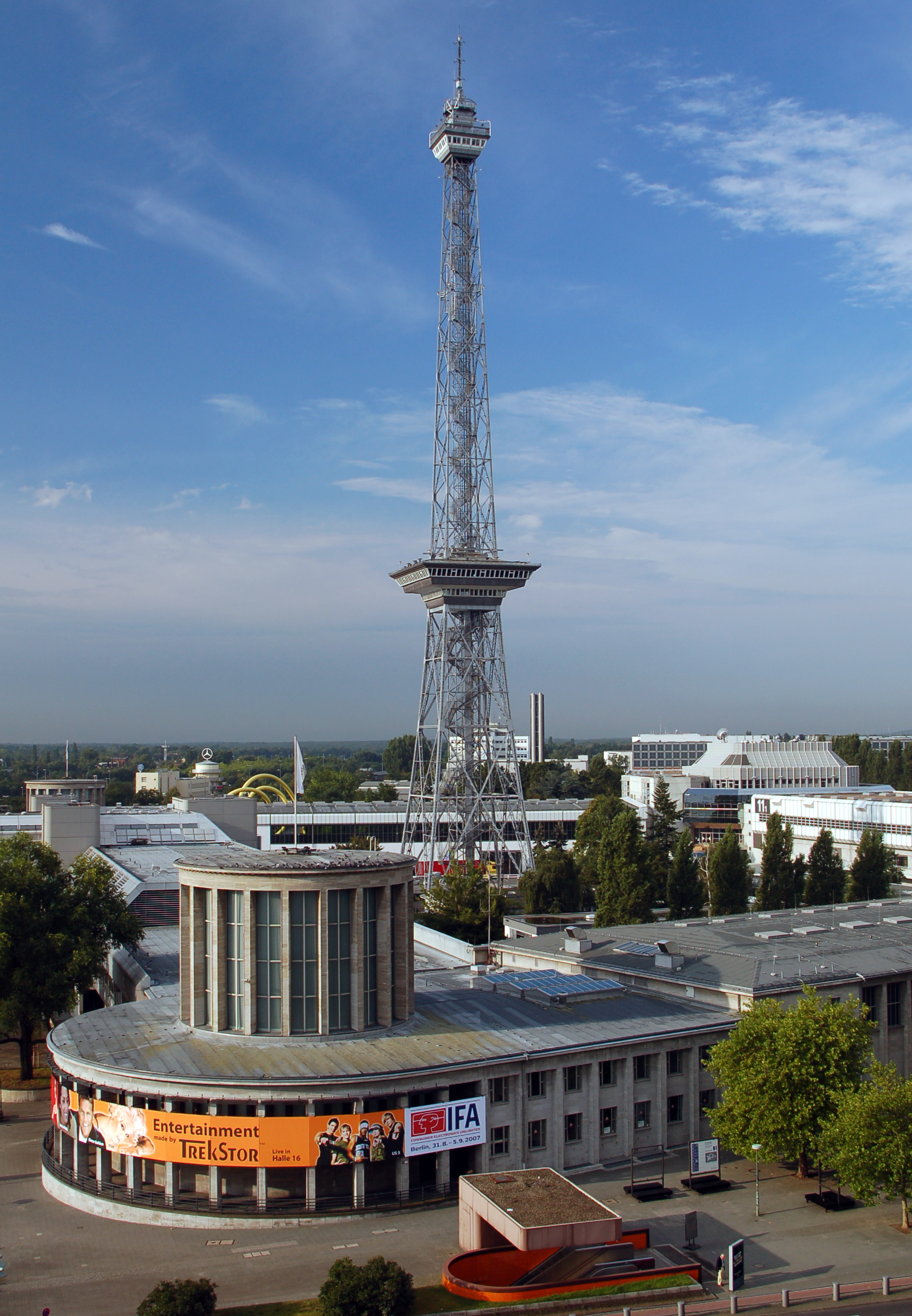
ベルリン・ラジオ塔（2007年8月）
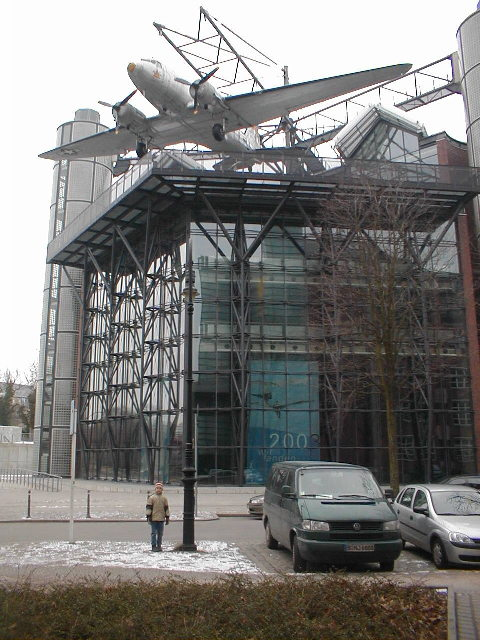
ドイツ技術博物館（2003年2月9日）
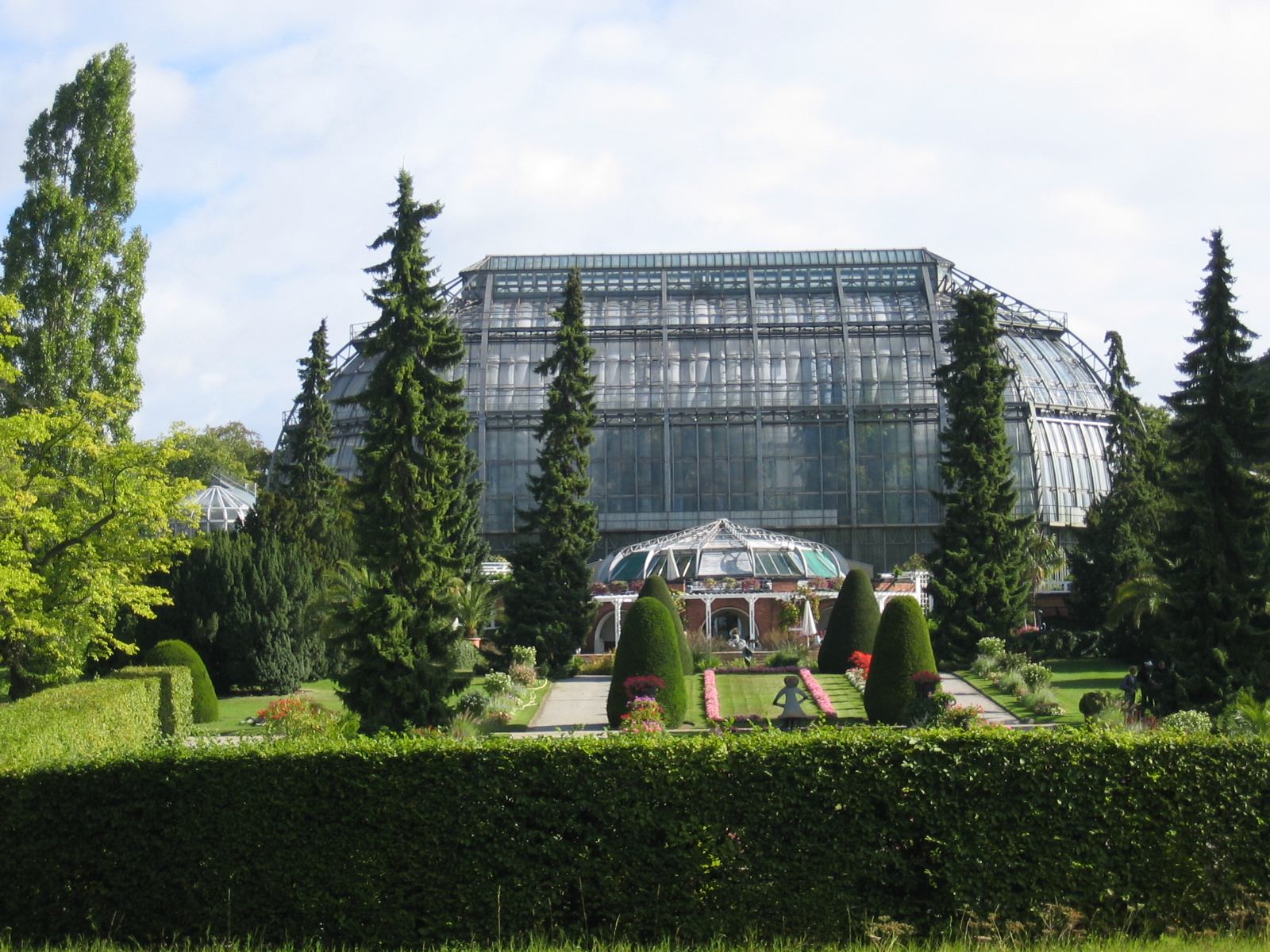
ベルリン自由大学付属植物園（ベルリン＝ダーレム植物園）（2005年5月28日）
シャルロッテンブルク宮殿（2007年9月9日）
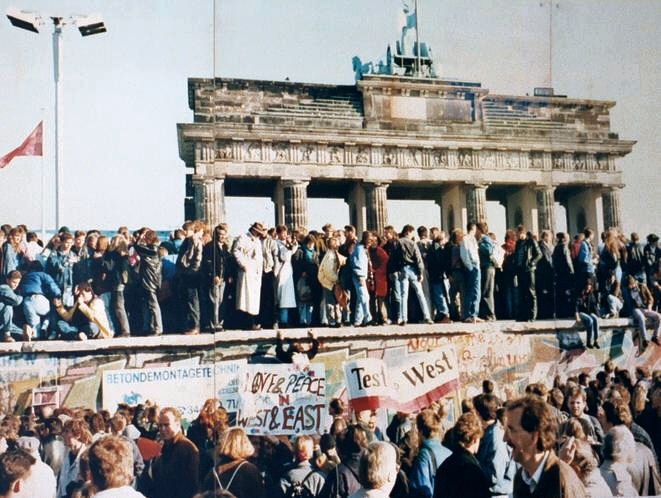
西ベルリンから見たベルリンの壁崩壊（1989年11月10日）